# Oberbreidbach
Oberbreidbach ist ein Wohnplatz in Oberodenthal in der Gemeinde Odenthal im Rheinisch-Bergischen Kreis.

## Lage und Beschreibung
Oberbreidbach liegt südlich von Neschen und Unterbreidbach.

## Geschichte
Aus einer erhaltenen Steuerliste von 1586 geht hervor, dass die Ortschaft Breidbach Titularort der Honschaft Breidbach im Kirchspiel Odenthal war.
Die Topographia Ducatus Montani des Erich Philipp Ploennies, Blatt Amt Miselohe, belegt, dass der Wohnplatz 1715 als vier Höfe kategorisiert wurde und mit Breibach bezeichnet wurde.
Carl Friedrich von Wiebeking benennt die Hofschaft auf seiner Charte des Herzogthums Berg 1789 als Breibach. Aus ihr geht hervor, dass Oberbreidbach zu dieser Zeit Teil von Oberodenthal in der Herrschaft Odenthal war.
Unter der französischen Verwaltung zwischen 1806 und 1813 wurde die Herrschaft aufgelöst und Oberbreidbach wurde politisch der Mairie Odenthal im Kanton Bensberg zugeordnet. 1816 wandelten die Preußen die Mairie zur Bürgermeisterei Odenthal im Kreis Mülheim am Rhein.
Der Ort ist auf der Topographischen Aufnahme der Rheinlande von 1824 als Ober Breibach und auf der Preußischen Uraufnahme von 1840 als Ober Breibach verzeichnet. Ab der Preußischen Neuaufnahme von 1892 ist er auf Messtischblättern regelmäßig als Oberbreidbach oder ohne Namen verzeichnet. Die Ortschaft gehört seit jeher zur katholischen Pfarre Odenthal.
| Jahr | Einwohner | Wohngebäude | Kategorie          | Bemerkung              |
| ---- | --------- | ----------- | ------------------ | ---------------------- |
| 1822 | 33        |             | Hof und Ackergüter | genannt Breidbach      |
| 1830 | 39        |             | Ackergut           | genannt Breidbach      |
| 1845 | 69        | 7           | Hof und Ackergüter | genannt Breidbach      |
| 1871 | 12        | 3           | Hofstelle          |                        |
| 1885 | 12        | 3           | Wohnplatz          | genannt Ober Breidbach |
| 1895 | 13        | 3           | Wohnplatz          | genannt Ober Breidbach |
| 1905 | 11        | 3           | Wohnplatz          |                        |